# Chester (Virginia Occidentale)
Chester è un comune degli Stati Uniti d'America, nella contea di Hancock nello Stato della Virginia Occidentale.